# Aemilius Müller
Aemilius Müller (geboren am 23. Dezember 1901 in Löhningen, Kanton Schaffhausen; gestorben am 22. März 1989 in Winterthur, Schweiz) war ein Schweizer Farbtheoretiker, Maler, Schriftsteller und Grafiker. Ab 1940 widmete er sich der Farbe.

## Leben
Seit der frühesten Jugend war er künstlerisch begabt und auch tätig und beschäftigte sich auch mit der Ökonomie. 1921 absolvierte er die Kantonsschule Schaffhausen mit der Realmatur. Anschliessend studierte er Volkswirtschaft in Zürich, Jena und Berlin. 1923 lernte er an der Offiziersschule Zürich und legte das Brevet zum Leutnant der Infanterie ab. In den folgenden fünf Jahren studierte er an der Universität Zürich am Psychotechnischen Institut. Mit seiner Dissertation Die psychotechnische Rationalisierung der schweizerischen Wirtschaft legte er die Schlussprüfung ab. Seit 1925 lebte er in Winterthur, das Bürgerrecht hatte er seit 1973. Das Diplom zum «Doktor der Volkswirtschaft» legte er 1929 ab. Daraufhin war er in den nächsten zwei Jahren als Reklameleiter bei verschiedenen Firmen in Zürich tätig. 1931/1932 arbeitete er als Redaktor bei der Basler Helgen, der «Basler Illustrierten Zeitung». In deren Auftrag machte er eine Radtour durch Westeuropa und schrieb Berichte dazu. Nach dem Studium der Volkswirtschaft war er als Reklameleiter, Graphiker, Plastiker, Journalist und Zeitungsredaktor tätig, als Berufe sind im Katalog der Deutschen Nationalbibliothek Journalist, Wirtschaftswissenschaftler, Maler und Schriftsteller aufgenommen.
Seine weitere Tätigkeit ab 1933 bestand in Leitartikeln und Aufsätzen für die Neue Zürcher Zeitung (NZZ), er verfasste zudem Wehranleihe-Artikel für die Schweizer Mittelpresse. Für verschiedene Schweizer Firmen fertigte er graphische Arbeiten, dazu malte er Porträtzeichnungen in Rötel, Ölbilder und Trachtenzeichnungen. So gab er 1948 eine illustrierte Ausgabe (handkoloriert mit Goldschnitt) 50 spanisch-europäische Frauentrachten des 16. Jahrhunderts nach Holzschnitten aus Jost Ammans Frauentrachtenbuch von anno 1586 heraus. Er beschäftigte sich 1948 mit Gesichtsabformungen bedeutender Persönlichkeiten (Sammlung Goehner). Im Jahr 1934 ging er zu einem Studienaufenthalt nach Wien und hörte die Privatvorlesung Kindertümliches Zeichnen bei Schulrat Rothe, darüber übergab er einen Aufsatz an die NZZ. In Wien studierte er einige Seiten der Wiener Schulen und beschäftigte sich mit Musikalischer Graphik. Er kopierte im Kunsthistorischen Museum das Gemälde Susanna im Bade von Tintoretto.
1938 erstellte er die Wehrschrift Schweizer Schiessausbildung, die vom Interverlag Zürich in zwei Auflagen herausgegeben wurde. Weitere literarische Werke waren 1940 Das Schweizer Schützenvolk in Kulturdokumenten beim Interverlag Zürich und die Mitarbeit am Schweizer Schützenbuch, Verkehrsverlag Zürich 1943. In den Jahren des Zweiten Weltkriegs 1939–1945 war er Ordonnanzoffizier im Stab der Gz Br 6. Künstlerisch war er mit der Abformung von General Guisan aktiv, diese wurde danach als Vollplastik erstellt. Es entstanden davon Bronzeabgüsse für die Aufstellung in Zürich, Schaffhausen und Frauenfeld.

## Arbeit zum Thema Farben
1941 machte er zufällig die Bekanntschaft mit Restauflagen der Farbenlehre von Wilhelm Ostwald und stellte den «grossen, inzwischen auch international anerkannten Fortschritt» zum Thema Farbe fest. Dadurch machte er es sich zur Lebensaufgabe, «das grosse Werk des Nobelpreisträgers wieder lebendig zu machen, auszubauen und zu popularisieren». Er setzte sich das Ziel, Hilfsmittel zur Farberziehung weitester Volkskreise «ganz im Sinne Pestalozzis» zu produzieren. Die didaktische Verbesserung der Ostwaldschen Farbenordnung erforderte die «Gleichabständigkeit der Farbtöne im Farbtonkreis mit den richtigen Kontrastfarben und deren Bezifferung nach dem Zifferblatt der Uhr. Die Bezeichnung der [Ostwaldschen] Farbvariablen v, w, s [Vollton, Weissanteil, Schwarzanteil] im farbtongleichen Dreieck durch Ziffern statt Buchstaben zur zahlenmässigen Verdeutlichung der Harmonieverhältnisse, die nicht für die freie, sondern die angewandte Kunst (Design) so wichtig sind.» Der «neue» Begriff der «Farbinversion» sollte den Künstlern helfen, gewünschte Disharmonien für ihre Arbeiten zu finden. Ihm galt es ebenso, die «farbgeschmackliche Reife» in einschlägigen Berufen zu fördern und zu prüfen.
Seit 1941 wohnte Müller in einer Wohnung in Winterthur an der St. Gallerstrasse und entwickelte sein Lebenswerk. Es entstanden in seinem Berufsleben der folgenden 40 Jahre zwei Dutzend Arbeiten auf der Basis der Ostwaldschen Arbeiten. Seine farbästhetischen Arbeiten wurden dabei meistens in anachronistischer Handkolorierung ausgeführt. Diese Technik diente der ökonomischen Fertigung seiner Produkte. Müller ermittelte bei einem deutschen Buchverlag, dass eine polygraphische Reproduktion seines Schulfarbenatlasses in über 5000 Exemplaren, da dieser auch ausserhalb der Schweiz angeboten werden sollte, im Buntdruck auf den dreifachen Preis gegenüber der Handkolorierung gekommen wäre. So wurden unter seiner Führung die didaktischen Mittel in Auflagen bis zu 2500 Farben manuell übertragen, was ihm auch moralisch anerkannt worden ist. Müllers Schulfarbenatlas wurde in der Schweiz mit unterschiedlichen Ausgaben seiner Farbatlanten Grundlage im Unterricht technischer Berufe und bei der Farbberatung für Architekten. Müllers Spätwerk aus den 1970er Jahren war die Ästhetik der Farbe, eine Sammlung von 200 Farbtafeln, mit der Farbverwandtschaften veranschaulicht werden.
Die farbdidaktischen Arbeiten von Müller wurden von ihm wenig beworben oder popularisiert und erreichten nicht die Verbreitung anderer Farbwissenschaftler. Das Gesamtwerk blieb selbst in Fachkreisen praktisch unbekannt. Müllers Farbenharmonielehre für die freie Kunst entstand in Anlehnung an Ostwald. Im Gegensatz zu dessen Vorgabe verstand er seine Theorie als Anregung für verschiedene Bereiche des Kunstgewerbes, in denen es um die Produktion wohlklingender Farbzusammenstellungen geht. Andererseits war durch die Orientierung Müllers an den Werken von Ostwald aus dem ersten Drittel des 20. Jahrhunderts die Entwicklung der Technik in der Farbmetrik in anderer Richtung gelaufen. Das Technikum Winterthur hatte die Ästhetik der Farbe Anfang 1981 als erste Fachschule in der Schweiz für ihre Sammlung Darstellen und Gestalten der Hochbauabteilung erworben. Zum 80. Geburtstag von Aemilius Müller wurde am 2. Oktober 1981 in der Kunsthalle zum Waaghaus in Winterthur eine Ausstellung eröffnet und dessen Ästhetik der Farbe zum ersten Mal einer breiteren Öffentlichkeit zugänglich gemacht. Das Interesse in Fachkreisen ging über den lokalen Rahmen hinaus. Die Kunstgewerbeschule Bern übernahm 1982 die Ausstellung nach dem Winterthurer Konzept. Schliesslich fanden sich finanzielle Mittel zur Anschaffung der Sammlung. Mit diesen Öffentlichkeitsarbeiten kamen die langjährigen Arbeiten Müllers, der zahlreiche Kundschaft in 17 Ländern hatte, zunehmend in Schulkreise; der Malermeisterverband Basel entschloss sich zum Ankauf der grösseren Ausgabe und übergab diese als Dauerleihgabe der Gewerbeschule Basel. Die Kunstgewerbeschule Zürich kaufte eine Serie von Tafeln in Postergrösse und veranstaltete 1985 eine Ausstellung Ästhetik der Farbe – Aus dem Werk von Aemilius Müller. So kam sein schöpferisches Werk unter «ÆM» erst im hohen Alter in die Öffentlichkeit.

## Werke
- Farbkarten von «ÆM»
  - Schweizer Farbmusterkarte (1944)
  - Schweizer Standard-Farbenkarte (2. Auflage 1945)
  - 3. Auflage in Leporello (1948)
  - 4. Auflage geheftet (1959)
- Farbatlanten
  - Schweizer Farbenatlas (1945), Schweizer Farbenkombinator (1946)
  - Schweizer Farbenatlas Spezialausgaben (12 Vertikalschnitte durch den Doppelkegel)
  - Schweizer Farbenatlas 1210 (Taschenausgabe)
  - Schweizer Chromometer 2200 (Taschenausgabe 1948)
  - Schweizer Schulfarbenatlas (1. Auflage 1946)
  - Schulfarbenatlas (2. Auflage 1955)
  - Mobiler Farbkörper 743 (1953)
  - Mobiler Farbkörper 1093 (1966): Die Farbwerke Hoechst AG in Frankfurt a. M. haben die Farben des MFK 1993 als Colour Atlas herausgegeben, mit den zu den Nuancen gehörenden Rezepten auf BCF-Nylon (DuPont) Type 846
  - Swiss Colour Atlas SCA 2541 (1962)
    - 1. Auflage (1962) mit fixierten Farbmustern
    - 2. Auflage (1964/65) mit beweglichen eingesteckten Farbmustern
    - 3. Auflage (1965) mit fixierten glänzenden Farbmustern
- Die Farbenwürfel
  - Der Dreifarbenwürfel 1 (1951) für das graphische Gewerbe in 1000 Abmischungen
  - Der ideale Farbenwürfel 125 (1952), Ausgabe in Leinenband, Ausgabe mit losen Tafeln
  - Der ideale Farben-Würfel 343 (um 1975)
- Die Farbbestimmer
  - Farbbestimmer 1500 (1948)
  - Farbbestimmer GUG 2000 (1958)
  - Farbbestimmer GUG 12000 (1958)
  - Mobiler GUG 1555 (1957)
- Schriften und Materialien zur Farbenlehre
  - Das ABC der Farben (1944), 133 Seiten, Format 17,5 × 10,5 cm, 37 Abbildungen, ein handgemalter zwölfteiliger Farbtonkreis, Verlag Gebr. Scholl AG, Zürich
  - Studienfarbstoffe: Einheitssortimente zu je 12 Buntfarben und Schwarz in pulvriger bzw. flüssiger Form
    - STUFA-Mischungstabellen (1954)
    - Farbmischlehre zur STUFA-Palette (1956)

  - Praktische Farbenlehre (1961) für Schule, Beruf, Industrie und Gewerbe
  - Schweizerische Schulwandtabelle Die Farbe (1963)
  - Ein Leben für die Farbe mit der Farbe (1975), Rückschau auf das eigene Lebenswerk
  - Quo Vadis Harald Küppers? – Zur katastrophalen Verunsicherung der deutschen Farblehrszene. Chromos-Verlag, Winterthur 1980 (eine kritische Auseinandersetzung mit der Farbenlehre von Harald Küppers)
- weiteres und Auftragsarbeiten
  - 300 handkolorierte Dias zur Farbenlehre (1942)
  - Schweizer Phototechnische Spektraltafel (1947)
  - Ektachrome Filterfarbenkarte
  - Transparent-Farbmischer 1000 (drei Drehscheiben in 10,5/12,5/14,5 cm mit Filtern in je zehn Sättigungsstufen)
  - Druckfarbenkarte Labitzke (1950)
  - Farbtafel 156: Polizeifarbkarte (1955)
  - Das reguläre Farbsystem MCC 100
  - Der egalisierte STUFA-Farbtonkreis
  - Farbtongleiches Dreieck 60 (um 1975)
  - Spektral-Galaxis (um 1975), 12 Variationen des «Spektrums» (1984)
  - Systematischer Farbensinnprüfer: für Untersuchungen der Farbtüchtigkeit in Betrieben
- Materialien zur Farbenharmonielehre
  - Die moderne Farbenharmonielehre (1948)
  - Dekorative Farbkarte (1956)
  - Der Farbengeschmack (1958): Aufsatz zur Deutung, Prüfung und Bildung des Farbengeschmacks
  - Ästhetik der Farbe (1973) in natürlichen Harmonien. 200 Darstellungen aus dem Farbenkosmos: wertgleiche Farben, farbtongleiche Farben, buntgleiche Farben, Lichtreihen, Verdunkelungsreihen, Nebelreihen, Farbtonverschiebung

Die Veröffentlichungen erfolgten vorrangig über den Chromos-Verlag Winterthur. Ein Werkverzeichnis findet sich auch bei Roy Osborne: Books on Colour 1495–2015: History and Bibliography. Online in der Google-Buchsuche.

«Mit der Veröffentlichung der Schriften ‹Praktische Farbenlehre› und ‹Elementare Farbenlehre› sowie der kostenlosen Abgabe des Schulwandbildes ‹Farbe› an die Schweizer Schulen schuf Aemilius Müller wichtige Voraussetzungen für die Verbreitung verlässlicher Kenntnisse über das Phänomen Farbe.»

## Nachlass
Der Nachlass von Aemilius Müller befindet sich in den Sammlungen der Winterthurer Bibliotheken und ist Teil der Farbsammlung Werner Spillmann, die dieser 2014 der Bibliothek schenkte. Er kann in der Stadtbibliothek in der Sammlung Winterthur eingesehen werden.

## Quelle und Literatur
Diesem Lemma liegt ein Zeitschriften-Artikel in Farbe + Design (Fachzeitschrift für die Praxis der Anwendung und der Gestaltung mit Farbe in allen Bereichen – Innenausbau und Architektur, Industrie-Design, Textil Film, Druck, Beleuchtung, Grafik-Design u. a. – Informationen über Grundlagen und Anwendung) von Werner Spillmann zu Grunde. In Spillmanns Arbeit entstammen die Angaben zum Lebenslauf von Aemilius Müller im 80. Lebensjahr von Müller selbst.
- Werner Spillmann[11]: Ein Leben für die Farbe – Das Werk von Dr. Aemilius Müller, Winterthur. In: Farbe + Design. Heft 33/34, Ausgabe 1985, S. 30 ff. (PDF; 13,3 MB)
- Werner Spillmann: Ein Leben für die Farbe. Ed. O. Moerikofer, Zürich 1984, 12 S. Aufgeführt in der Google-Buchsuche
- William Jervis Jones: Historisches Lexikon deutscher Farbbezeichnungen. Akademie Verlag (heute: Walter de Gruyter), Berlin 2013, 3308 S. Online in der Google-Buchsuche
- Colorsystem. Farbsysteme in Kunst und Wissenschaft. Aemilius Müller (1); Colorsystem. Farbsysteme in Kunst und Wissenschaft. Aemilius Müller (2). In: colorsystem.com.
- Werner Spillmann (Hrsg.): Aemilius Müller – Ästhetik der Farbe (= Neujahrsblatt der Stadtbibliothek Winterthur, Band 355 (2018)). Chronos Verlag, Zürich 2018.